# Cathédrale Saint-Maurice de Mirepoix
Pour les articles homonymes, voir Cathédrale Saint-Maurice.
La cathédrale Saint-Maurice de Mirepoix était le siège de l’ancien diocèse de Mirepoix dans le département de l'Ariège.

## Histoire de la construction

### Fondation
Le vocable de Saint-Maurice lui vient de la première église, alors construite sur la rive droite de l'Hers-Vif. Le 22 septembre 1209, le jour de la saint-Maurice, les armées de Simon de Montfort prennent la ville et placent l’église sous le patronage du saint et de ses compagnons. Mais cette église n’est plus, emportée par l’inondation du 16 juin 1289, qui fait déplacer la ville sur la rive gauche.
La cathédrale que nous connaissons vit sa première pierre posée par Jean Ier de Lévis-Mirepoix, le 6 mai 1298 (date à laquelle a été posée la pierre de dédicace). Son édification s’étala sur six siècles, avec des interruptions.

### L’église devient cathédrale, les travaux débutent
C’est le 26 septembre 1317, avec la bulle Salvator noster, que le pape nouvellement élu Jean XXII fait de Mirepoix le siège d’un nouvel évêché ; l’église devient cathédrale. Mais on manque de financement pour agrandir l’édifice. Les différents évêques tentent de s’en occuper, mais ils ne parviennent jamais à terminer les travaux (la guerre de Cent Ans et une épidémie de peste en 1361 y sont pour beaucoup). Jacques Fournier, futur Benoît XII, fait bien dresser des plans par Pierre Poisson (futur architecte du palais des papes à Avignon) mais il est nommé cardinal avant d’avoir véritablement pu les réaliser.
Il faudra attendre le XVIe siècle avec l’évêque exceptionnel que fut Philippe de Lévis pour qu’enfin des travaux significatifs soient portés à leur terme : il fait démolir les maisons accolées à la cathédrale, dégageant ainsi l’édifice, l’agrandit, l’embellit, et surtout fait construire le clocher dont la flèche, très aiguë, à 8 faces, porte à 60 mètres de hauteur la croix terminale, ce qui en fait la plus haute du département. Deux étages carrés maintenus par des contreforts sont surmontés par deux étages octogonaux éclairés par des fenêtres ogivales à abat-son. Ce clocher, achevé en 1506, abrite 16 cloches, dont un bourdon de deux tonnes.
C’est également de cette époque que date la porte Renaissance, longtemps démontée, que l’on a retrouvé en 1952 et le porche d’entrée.

### Un lent abandon
Après Philippe de Lévis, les évêques ne vivent plus sur place. Seul Pierre de Donnaud fait transformer l’intérieur de la cathédrale. Beaucoup de mobilier disparaît peu à peu, dû à un certain abandon accentué par les pillages de la Révolution et la suppression de l’évêché de Mirepoix. Les stalles, par exemple, sont vendues.

### La restauration de Eugène Viollet-le-Duc
Elle sera restaurée en 1858 et 1859 par Prosper Mérimée et Eugène Viollet-le-Duc. Ce dernier trouve un édifice désaxé et dissymétrique, très hétérogène, et en piteux état… Il fait édifier des arcs-boutants en pierre, et la voûte est enfin construite. En 1860, sa nef, élargie de 3,30 m et la portant ainsi à 21,40 m, en fera la plus large nef unique dans le style architectural gothique languedocien. Cette restauration (en fait une reconstruction en grande partie) a eu et a toujours ses détracteurs. Viollet le Duc — appliquant ses principes — supprime, rajoute, agrandit, réinterprète… mais permet à cette cathédrale, jamais terminée et modifiée à des époques bien différentes, d’acquérir une certaine unité de style.

### Classement
La cathédrale a été classée au titre des monuments historiques le 22 mars 1907.

## Inventaire

### La chapelle de l’évêque et son labyrinthe
La chapelle privée de l’évêque Philippe de Lévis est connue pour son labyrinthe, dernier installé dans une cathédrale d’Europe. La chapelle possède également un carrelage peint de grande valeur. Le tout étant fragile et dans un état très dégradé ; cette chapelle est inaccessible au public.

### Clefs de voûte
Les clefs de voûte des chapelles rayonnantes sont attribuées au maître de Rieux, sculpteur très important et de grande qualité, dont la majorité de l’œuvre connue aujourd’hui est conservée au musée des Augustins de Toulouse.

### Orgue

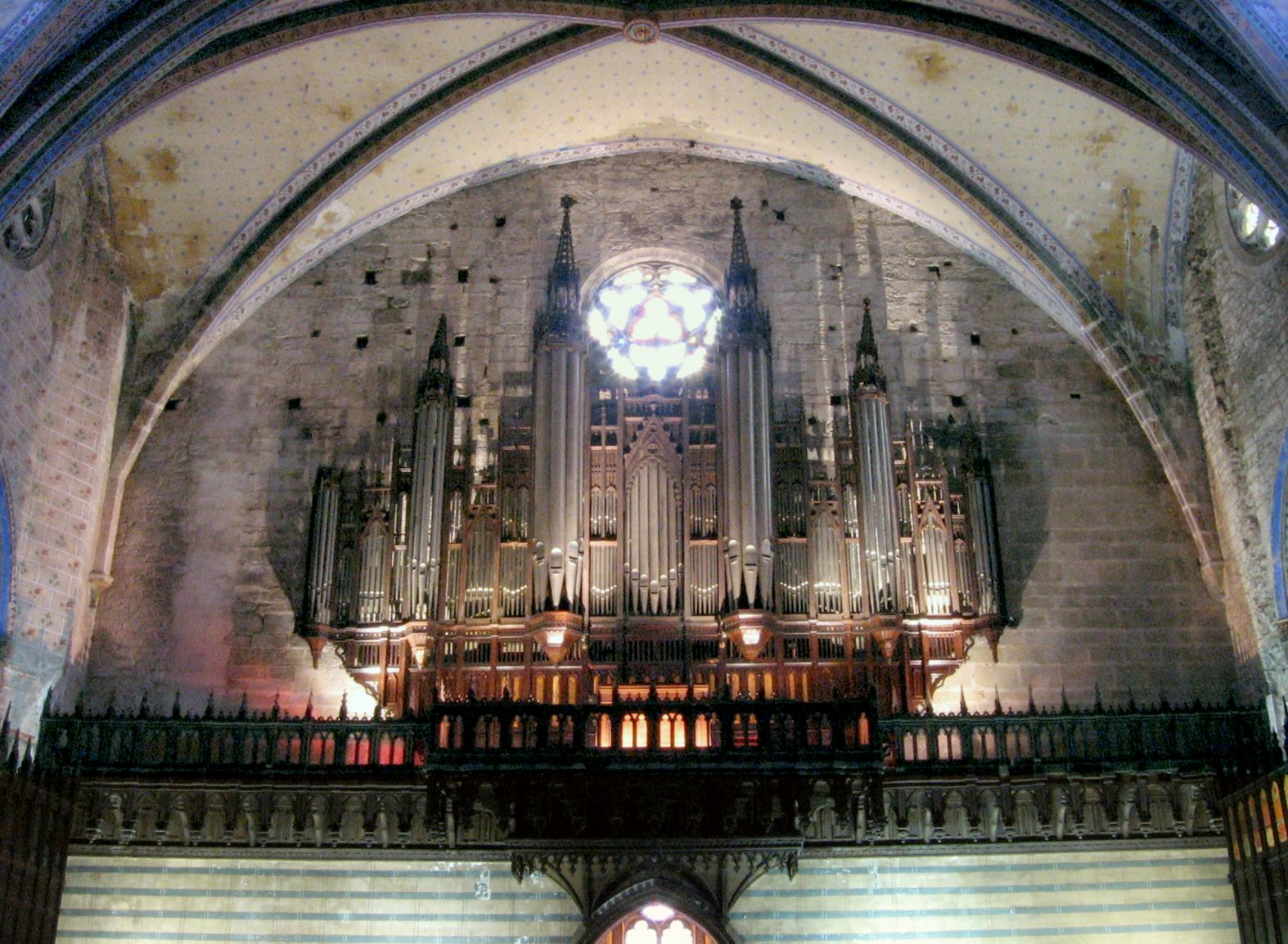

L’orgue présent dans cet édifice compte 40 jeux sur trois claviers et a été construit par la manufacture Link de Giengen an der Brenz (Allemagne du Sud) en 1891. C’est l’instrument le plus important construit par ces facteurs d’orgue pour la France. N’ayant jamais été restauré, il en est d’autant plus précieux pour comprendre la facture d’orgue allemande de cette époque. L'orgue a été classé au titre d'objet en 1981,,,.

#### Composition
| I - Grand Orgue 56 notes |
| Montre 16'               |
| Montre 8'                |
| Bourdon 8'               |
| Gemshorn 8'              |
| Flûte douce 8'           |
| Gambe 8'                 |
| Aeoline 8'               |
| Flûte harmonique 8'      |
| Prestant 4'              |
| Dolce 4'                 |
| Rohrflöte 4'             |
| Quinte 2 2/3'            |
| Octave 2'                |
| Fourniture 2 2/3' V      |
| Trompette 8'             |

| II - Récit expressif 56 notes |
| Bourdon 16'                   |
| Montre 8'                     |
| Salicional 8'                 |
| Voix céleste 8'               |
| Flûte octaviante 4'           |
| Flautino 2'                   |
| Cornet V                      |
| Voix humaine 8'               |
| Basson-Hautbois 8'            |
| Clairon 4'                    |

| III - Positif 56 notes |
| Bourdon doux 8'        |
| Flûte harmonique 8'    |
| Diapason 8'            |
| Dolce 8'               |
| Fugara 4'              |
| Flûte douce 4'         |
| Clarinette 8'          |

| Pédale 30 notes       |
| Contrebasse 16'       |
| Violon basse 16'      |
| Soubasse 16'          |
| Grande Quinte 10 2/3' |
| Grosse Flûte 8'       |
| Violoncelle 8'        |
| Flûte 4'              |
| Bombarde 16'          |

La traction est mécanique pour les claviers et pneumatique Pour les registres (Machine Barker au Grand-Orgue)

Accessoires : Orage et Trémolo

L'instrument comprend un combinateur et des dispositifs d'expression.

### Autre mobilier remarquable
On peut y voir de nombreuses statues en bois doré du XVIIIe siècle, quelques peintures des XVIIe et XVIIIe siècles, un tabernacle en marbre, une table d’autel et son support en pierre sculptée du XVe.

## Galerie

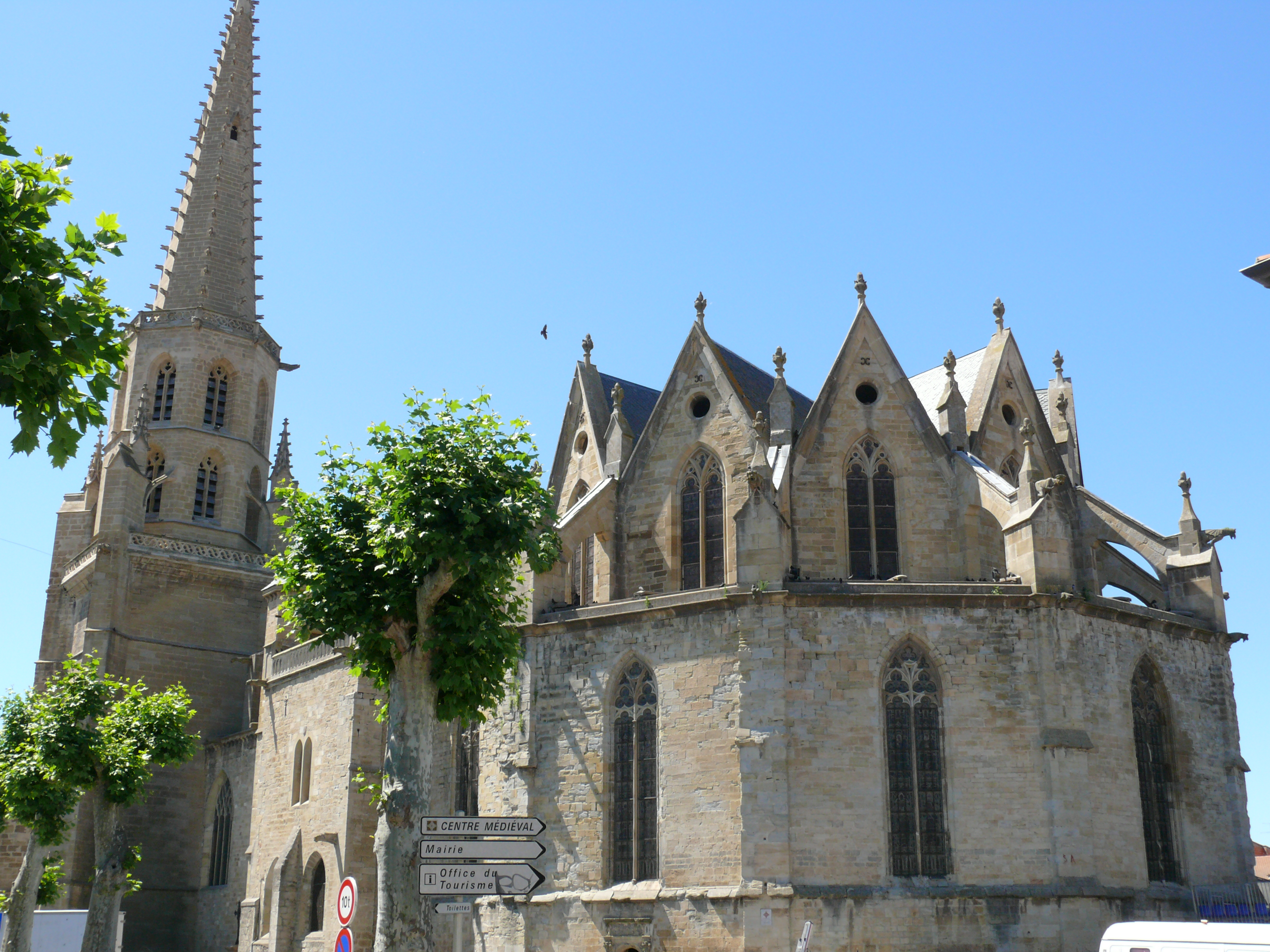
Chevet.
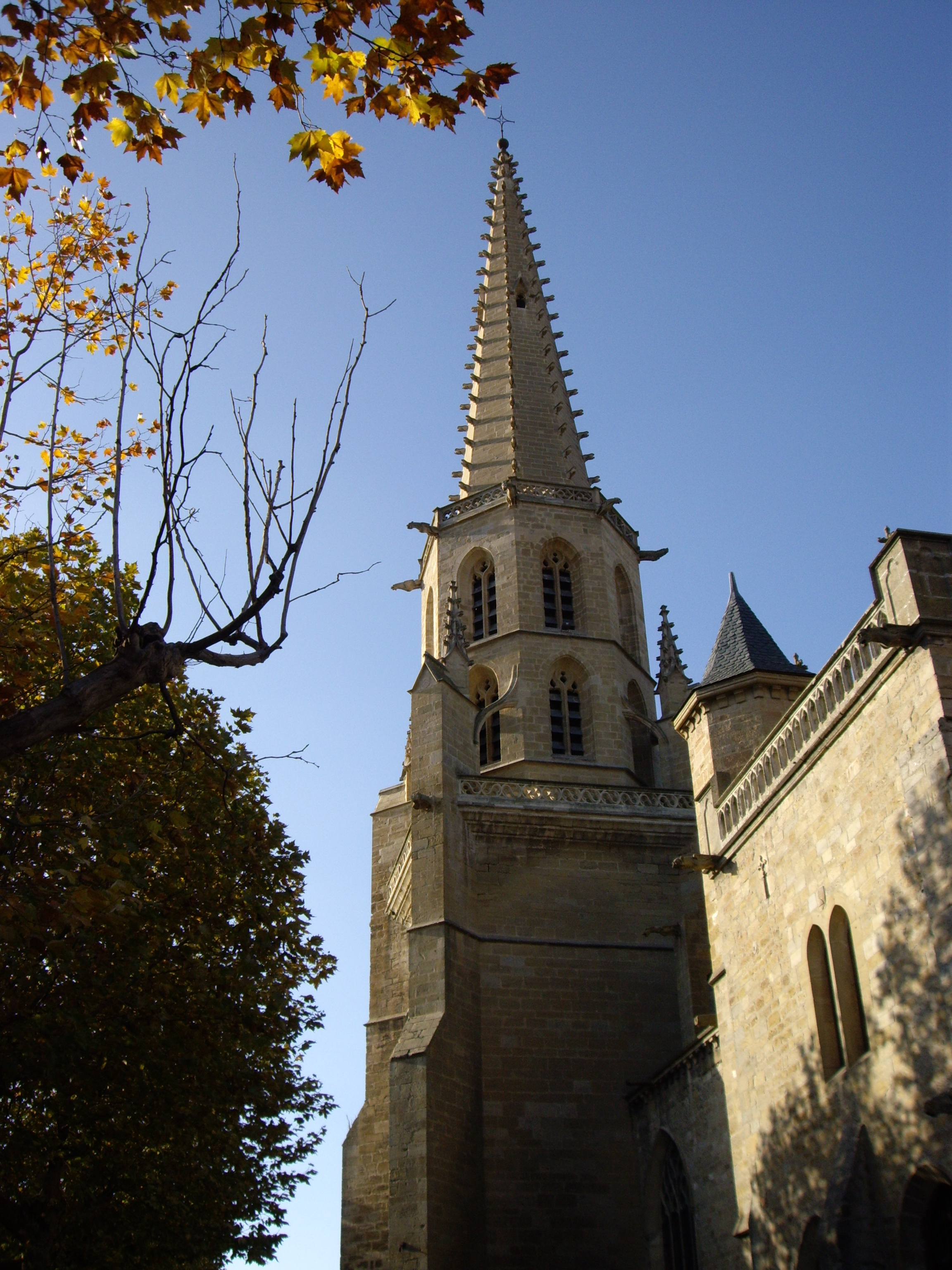
Clocher.
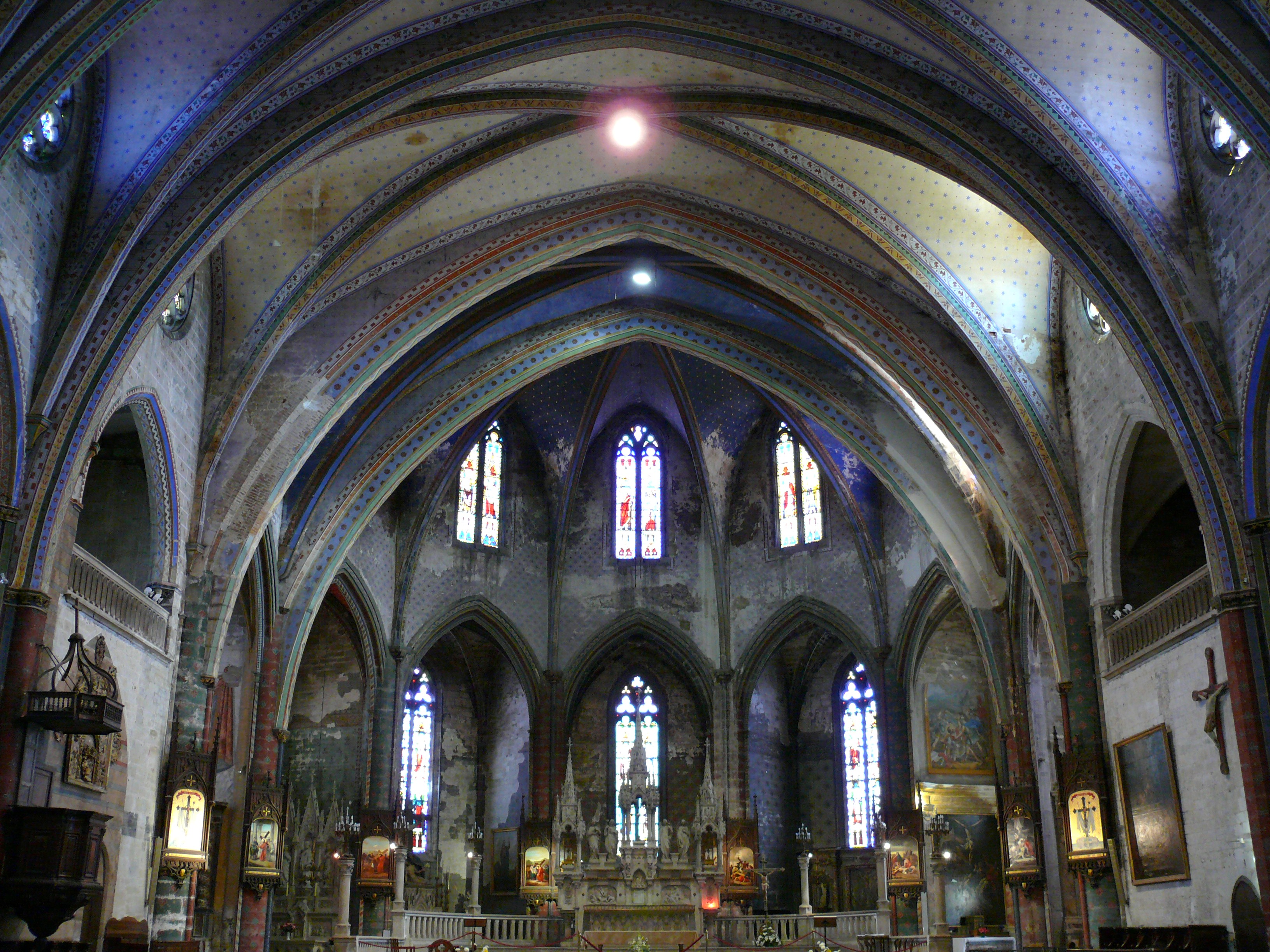
Nef.
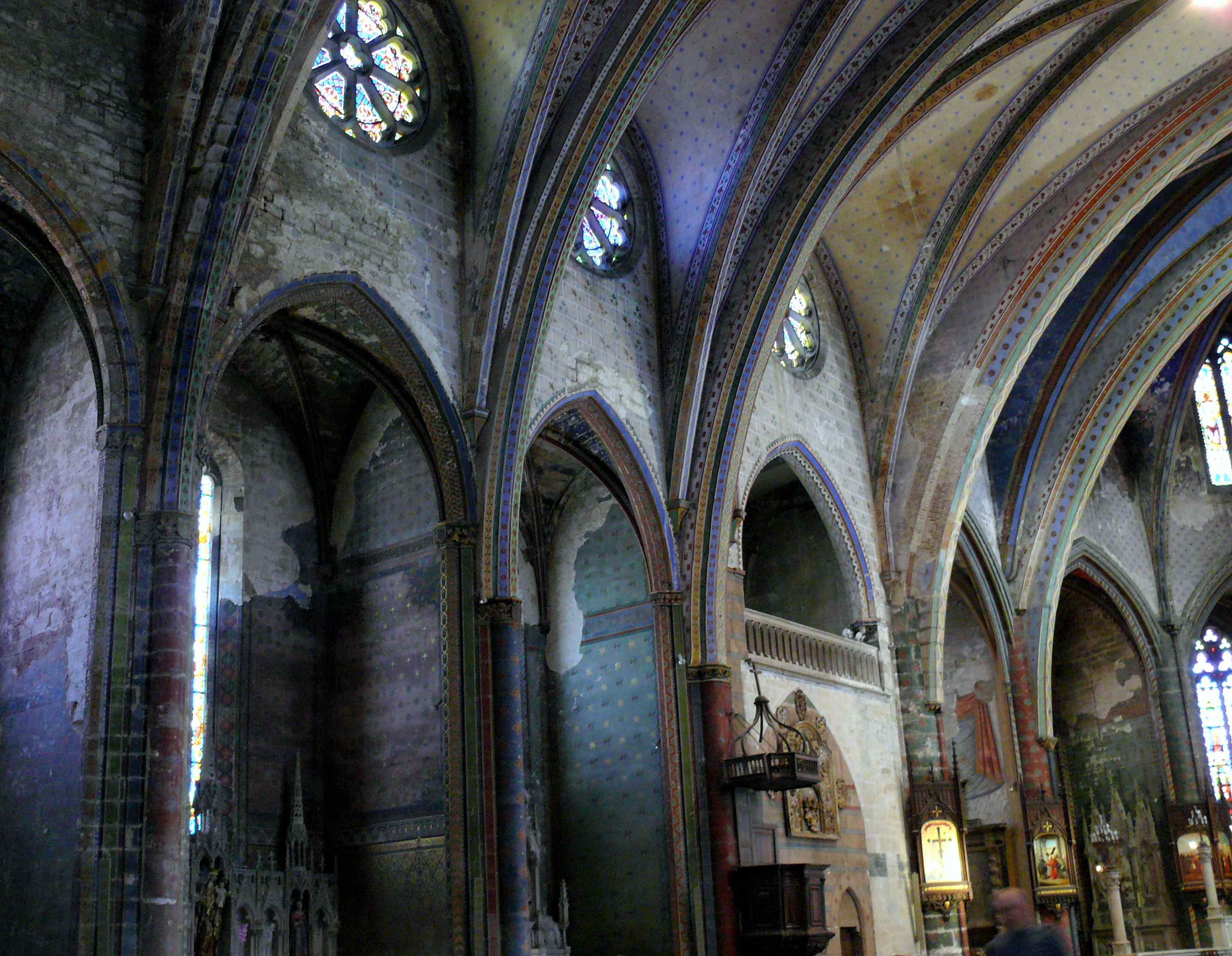
Élévation de la nef.
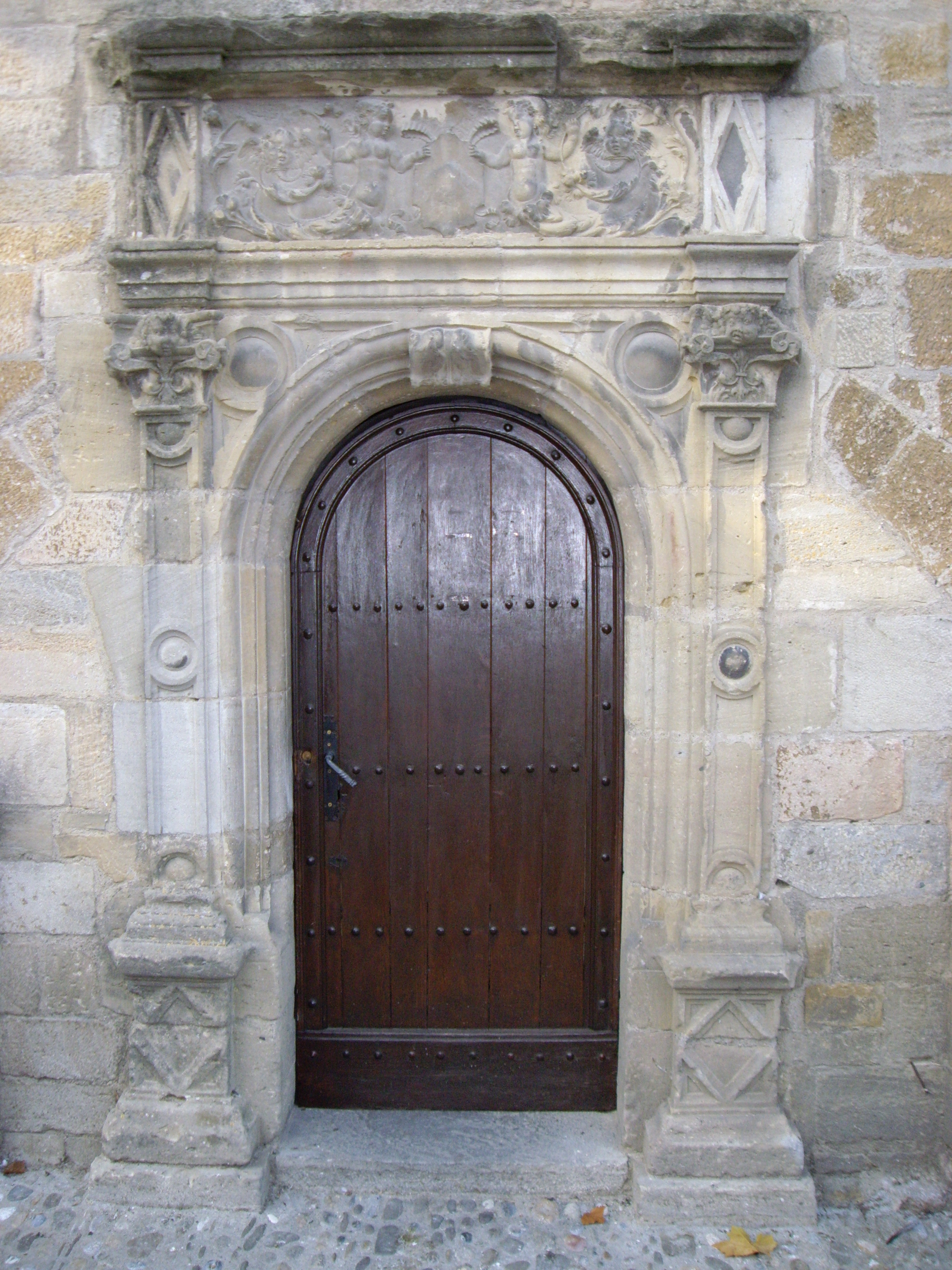
La porte Renaissance commandée par Philippe de Lévis.